# 地域医療機能推進機構湯布院病院
地域医療機能推進機構湯布院病院（ちいきいりょうきのうすいしんきこうゆふいんびょういん）は、大分県由布市湯布院町川南にある、地域医療機能推進機構が運営する病院である。通称JCHO湯布院病院（ジェイコーゆふいんびょういん）。

## 診療科目
- 内科[2]
- 整形外科
- 循環器科
- リハビリテーション科
- 神経内科
- 心療内科

## 医療機関の指定等
- 厚生労働省指定臨床研修病院（協力型）[2]
- 大分県指定大分県リハビリテーション支援センター
- 日本心身医学会認定医制度研修診療施設
- 日本肥満学会認定肥満症専門病院
- 日本心療内科学会専門医研修施設
- 日本整形外科学会専門医研修施設
- 日本血液学会認定血液研修施設
- 日本リウマチ学会教育施設
- 日本神経学会准教育施設

## 沿革
- 1962年（昭和37年）10月29日 - 厚生年金湯布院病院として開院（50床）[3]。
- 1964年（昭和39年）3月 - 病棟を増築し、100床となる。
- 1967年（昭和42年）3月 - 病院収容施設が34室・150床となる。
- 1969年（昭和44年）4月 - リハビリテーション訓練棟を増設し、200床に増床。
- 1971年（昭和46年）3月 - 病院収容施設が71室・300床となる
- 1972年（昭和47年）9月 - 湯布院厚生年金病院に名称を変更する。
- 1974年（昭和49年）3月 - 教育室（階段式講堂）増設。
- 1977年（昭和52年）1月 - 治療訓練体育館造設。
- 1980年（昭和55年）
  - 3月 - 治療庭園設置。
  - 5月 - 湯布院厚生年金保養ホーム開所。
- 1983年（昭和58年）3月 - 保険学習棟竣工。
- 1994年（平成6年）3月 - 東病棟増築工事完工。
- 1997年（平成9年）10月 - 西病棟改修工事施工。
- 1999年（平成11年）3月 - リハビリテーション棟竣工・訓練プール増改築。
- 2000年（平成12年）
  - 3月 - 通所リハビリテーション開設。
  - 5月 - 回復期リハビリテーション病棟開設（1病棟：63床）。
- 2001年（平成13年）8月 - 居宅介護支援センター開設。
- 2002年（平成14年）
  - 2月 - 回復期リハビリテーション病棟の病棟数・病床数変更（2病棟：123床）。
  - 7月 - 病床数を297床に変更。
- 2003年（平成15年）
  - 7月 - 回復期リハビリテーション病棟の病棟数・病床数変更（3病棟：180床）。
  - 7月 - 病床区分変更（一般病棟 111床 ・ 療養病床数 186床）。
- 2004年（平成16年）
  - 4月 - 在宅総合ケアセンター開設・訪問リハビリテーション開設。
- 2005年（平成17年）
  - 10月 - 亜急性期病棟を開設（11床）。
  - 10月 - 第57回保健文化賞受賞。
- 2006年（平成18年）
  - 6月 - 病床数を291床に変更。
  - 6月 - 回復期リハビリテーション病棟の病棟数・病床数変更（4病棟：228床）。
- 2007年（平成19年）10月 - 健康増進センター「げんき」（温泉流水プール、体育館）開設。
- 2010年（平成22年）
  - 10月 - 回復期リハビリテーション病棟・病床数を変更（3病棟：180床）。
  - 11月 - 療養病床の一部を一般病床に区分変更（一般 243床・療養48床）。
  - 12月 - 亜急性期病床を増床（11床→24床）。
- 2011年（平成23年）
  - 2月 - 先進リハピリテーション・ケアセンター湯布院開設。
  - 6月 - 療養病床の一部を一般病床に区分変更（一般231床・療養60床）。
  - 6月 - 亜急性期病床を増床（24床→40床）。
  - 7月 - 亜急性期病床を増床（40床→60床）。
  - 10月 - 地域医療部を新設。
  - 11月 - 療養病床の一部を一般病床に区分変更（一般 243床・療養48床）。
- 2012年（平成24年）
  - 4月 - 一般病床の一部を療養病床に区分変更（一般171床・療養120床）。
  - 4月 - 亜急性期病床を減床（60床→40床）。
- 2013年（平成25年）6月 - 訪問看護ステーション開設。
- 2014年（平成26年）4月 - 運営が独立行政法人地域医療機能推進機構に移行し、独立行政法人地域医療機能推進機構湯布院病院に名称を変更する。
- 2015年（平成27年）
  - 4月 - 病床数を273床に変更。
  - 5月 - 緩和ケア病棟開設。
  - 6月30日 - 健康増進ホーム閉鎖[4]。
- 2017年（平成29年）5月31日 - 健康増進センター「げんき」（温泉流水プール、体育館）閉鎖[5][6][7]。

## アクセス
- 鉄道 - JR九州久大本線由布院駅から徒歩約20分[8]。
- 車 - 由布院駅から約5分。大分自動車道湯布院ICから約7分。